# 간접면역형광항체법
간접면역형광항체법(Indirect immunofluorescent antibody method)은 1차 항체와 2차 항체 간의 선택적 상호 결합을 활용하는 형광 측정법으로, 일반적으로 사용되는 면역 형광법 중 하나이다.